# Alcide De Gasperi
Alcide Amedeo Francesco De Gasperi (n. 3 aprilie 1881, Pieve Tesino, Comitatul Princiar Tirol, Austro-Ungaria – d. 19 august 1954, Borgo Valsugana, Trentino-Tirolul de Sud, Italia) a fost un om politic italian, fondator al partidului Democrația Creștină, prim-ministru în 8 guverne succesive de coaliție între decembrie 1945 și august 1953. 
Născut în Trentino, în Cisleitania austro-ungară, a fost membru al Camerei Deputaților din Austria ales în colegiul uninominal Val di Fiemme din comitatul Tirol, mai târziu exponent al Partidului Popular Italian⁠(d). Arestat de fasciști, a trăit marginalizat în timpul dictaturii lui Mussolini, la căderea căruia a reapărut ca liderul incontestabil al noului partid, DC. El a fost ultimul prim-ministru al Regatului Italiei, sub monarhia regelui Umberto al II-lea, apoi pentru scurt timp șef provizoriu al statului după votul din referendumul din 2 iunie 1946. La 13 iulie, i-a fost încredințată de către Enrico De Nicola sarcina de a forma un nou guvern, devenind primul prim-ministru al Republicii Italiene.
Reputat ca fiind un exponent de frunte în nașterea Republicii Italiene, este considerat — împreună cu germanul Konrad Adenauer, cu francezii Robert Schuman și Jean Monnet, cu olandezul Johan Willem Beyen, cu belgianul Paul-Henri Spaak, cu federalistul Altiero Spinelli — unul dintre fondatorii Uniunii Europene.
Era catolic devotat, iar Biserica Catolică i-a acordat titlul de slujitor al lui Dumnezeu în 1993, când a fost inițiată cauza beatificării.

## Primii ani

### Tinerețea
A fost primul fiu al lui Amedeo, mareșal major al jandarmeriei tiroleze locale din Sardagna⁠(d) și al Mariei Morandini din Predazzo. A avut doi frați, Mario, un seminarist care a murit în 1906, Augusto⁠(d), și o soră, Marcellina.
Italofon, De Gasperi s-a născut și a studiat în Tirolul italian de atunci, care la acea vreme făcea parte din Imperiul Austro-Ungar. S-a înscris în anul școlar 1896/1897 la Liceo Classico „Giovanni Prati”⁠(d) din Trento, dovedindu-se un elev capabil mai ales la latină, greacă, italiană, germană și filosofie. După absolvirea liceului clasic⁠(d), De Gasperi s-a înscris la Facultatea de Literatură de la Universitatea din Viena, unde în 1905 a absolvit filologia. De la o vârstă fragedă a participat la activități politice de inspirație creștin-socială: în timpul studiilor universitare, la Viena și Innsbruck (capitala comitatului Tirol ), a fost lider al mișcării studențești și protagonist al luptelor studenților din Trentino, care își propuseseră să obțină o universitate în limba italiană pentru minoritățile de limbă italiană din Tirol și din imperiu, participând, de asemenea, la evenimentele de la Innsbruck⁠(d). După revolta studenților de limbă germană, el a trebuit să execute și câteva zile de închisoare la Innsbruck pentru aceste acțiuni.

### Perioada austro-ungară
După absolvire, în 1904 s-a alăturat redacției ziarului Il Trentino și în scurt timp a preluat funcția de director, a scris o serie de articole în care a apărat autonomia culturală a Tirolului italian față de Tirolul german, dar nu a pus niciodată la îndoială apartenența întregului Tirol la Imperiul Austro-Ungar.
În 1906 a aderat la Partidul Popular Trentin⁠(d) și în 1911 a devenit secretarul acestuia, funcție pe care a ocupat-o până în 1919, când a aderat la Partidul Popular Italian⁠(d).
La alegerile pentru Parlamentul austriac⁠(d) din 13 și 20 iunie 1911 a fost ales pe listele popularilor: în circumscripția sa Fiemme-Fassa-Primiero-Civezzano, din 4275 alegători, a obținut 3116 voturi. La 27 aprilie 1914 a obținut și un loc în dieta tiroleză⁠(d) din Innsbruck. Angajamentul său ca parlamentar a fost legat și de apărarea autonomiei populațiilor trentine de etnie italiană. Activitatea sa de propagandă a ajuns să atragă o tenace opoziție din partea organelor de poliție ca urmare a precipitării evenimentelor internaționale: atacul de la Sarajevo care a determinat izbucnirea Primului Război Mondial și, mai presus de toate, aderarea Italiei la Tripla Antantă.
Inițial, De Gasperi spera că Italia va intra în război alături de Austro-Ungaria și de Germania pe baza Triplei Alianțe. Când acest lucru nu s-a întâmplat, el s-a angajat să mențină cel puțin neutralitatea italiană, știind cât de mult era opinia publică din Trentino legată de Casa de Habsburg. În acest fel, politica lui De Gasperi era în contrast puternic cu cea a lui Cesare Battisti⁠(d), un intervenționist anti-habsburgic, care a plecat la Roma în același an.
Dovada convingerilor sale cu privire la loialitatea Trentinului față de Austria este declarația făcută la Roma în septembrie 1914 ambasadorului habsburgic, baronul Karl von Macchio, că dacă s-ar fi ținut un plebiscit, 90% din poporul trentin ar fi votat pentru rămânerea în Imperiu.
În perioada în care Parlamentul de la Viena a rămas inactiv (de la 25 iulie 1914 până la 30 mai 1917), De Gasperi s-a dedicat mai ales refugiaților de război. În acest scop, a fost numit delegat pentru Austria Superioară și Boemia de Vest al Secretariatului pentru Transfugi și Refugiați. Chiar și după redeschiderea Parlamentului, el a continuat să se ocupe de acest subiect, atât de mult încât a propus o lege care să reglementeze tratamentul rezervat al acestora, și a obținut aprobarea ei.
În lumina represiunilor puternice efectuate de autoritățile habsburgice, pozițiile sale asupra chestiunii naționale⁠(d) din Trentino s-au schimbat și a devenit un susținător al dreptului la autodeterminare⁠(d) a popoarelor: în mai 1918, când Imperiul Austro-Ungar se prăbușea, a fost printre promotorii unui document comun semnat de reprezentanții polonezilor, cehilor, slovacilor, românilor, slovenilor, croaților și sârbilor. La 24 octombrie următor a participat la formarea „Fascio Nazionale Italiano”, o formațiune formată din deputații populari și liberali italieni din Parlamentul Austro-Ungar, al cărui secretar a fost ales. A doua zi a declarat că teritoriile italiene supuse până atunci monarhiei austro-ungare urmau să fie considerate unite cu Italia.
La 3 noiembrie 1918, primele unități ale armatei italiene au intrat în Trento. Odată cu Tratatul de la Saint Germain (10 septembrie 1919), provinciile Trento și Tirolul de Sud au fost anexate Italiei. La 26 septembrie 1920, Parlamentul Regatului Italiei a aprobat legea care ratifica tratatul, conform căreia toate populațiile locale dobândeau cetățenia italiană „ope legis”.

### De la începutul perioadei postbelice până la fascism
După anexarea Trentinului, De Gasperi a aderat la Partidul Popular Italian⁠(d) fondat cu câteva luni mai devreme de Luigi Sturzo. În 1921 a fost ales deputat, dar într-un colegiu din Roma, deoarece Trentino era supus unui regim de comisariat. În 1922 s-a căsătorit cu Francesca Romani (1894-1998)  în biserica Nașterea Fecioarei Maria⁠(d) din Borgo Valsugana. Li se vor naște patru fiice, Maria Romana, Lucia, Cecilia și Paola, dintre care una va intra în mănăstire.
În prima compoziție a guvernului Mussolini, PPI a fost reprezentat de doi miniștri, așa că De Gasperi l-a votat și el la 16 noiembrie 1922. În aprilie 1923, însă, miniștrii PPI au ieșit din guvern la cererea secretarului lor, Sturzo. La 10 iulie 1923, după ce a pierdut sprijinul ierarhilor Vaticanului pentru antifascismul său, Sturzo a demisionat din funcția de secretar al PPI. La 15 iulie, De Gasperi, în calitate de lider de grup, a ținut un discurs în fața Camerei Deputaților, exprimându-și opinia cu privire la legea Acerbo⁠(d) și încercând să găsească un compromis între cele două aripi ale partidului. La 20 mai 1924 a preluat secretariatul Partidului Popular, aducând partidul în opoziție față de fascism, până într-acolo încât partidul a aderat în bloc la secesiunea aventiniană⁠(d). A deținut funcția de secretar până la 14 decembrie 1925. La 9 noiembrie 1926, după aprobarea legilor excepționale ale fascismului⁠(d) (Decretul regal nr. 1848 din 6 noiembrie 1926), Partidul Popular Italian⁠(d) a fost dizolvat cu forța de către regim.
Ajuns izolat și incapabil să se angajeze în politică, De Gasperi a fost oprit de poliție în gara Florența la 11 martie 1927, împreună cu soția sa, având un pașaport expirat și documente false, în timp ce călătorea cu trenul la Trieste. A fost arestat sub acuzația de expatriere ilegală din motive politice, pedepsită în temeiul primului paragraf al art. 160 din noua lege consolidată privind siguranța publică (TULPS - 1926), cu o amendă de cel puțin 20.000 lire și o închisoare de cel puțin trei ani. De Gasperi a recunoscut că se expatriază din motive politice, dar a negat că este conștient de posesia unor documente false, indicând că acestea i-au fost plantate de persoane necunoscute. În timpul procesului, apărătorul lui De Gasperi a susținut că tentativa de expatriere era motivată de necesitatea de a scăpa de opresiunea fasciștilor și, prin urmare, nu se pedepsește în temeiul art. 49 din actualul Cod Zanardelli⁠(d), care reglementa cazurile de pericol iminent. Instanța a recunoscut motivul politic și l-a condamnat pe De Gasperi la patru ani de închisoare, sentință apoi redusă la jumătate cu apel la Curtea Supremă, și la o amendă de 20.000 de lire. De Gasperi a fost grațiat în 1928, dar a rămas sub supraveghere specială din acel moment.

### Anii dificili
După eliberare, la sfârșitul lunii iulie 1928, a fost monitorizat continuu de poliție și a trebuit să treacă printr-o perioadă de mari dificultăți economice și de izolare atât morală, cât și politică. Fără un loc de muncă permanent, a încercat să se angajeze la Biblioteca Apostolică a Vaticanului în toamna anului 1928, mizând pe interesul episcopului de Trento⁠(d), monseniorul Celestino Endrici⁠(d) și al câtorva foști prieteni din Partidul Popular. Același bibliotecar șef Igino Giordani⁠(d) a lucrat cu părintele Tacchi Venturi⁠(d), astfel încât să fie scos de sub urmărirea poliției. Angajarea drept colaborator supranumerar a venit la 3 aprilie 1929, după semnarea Pactelor lateraniene (11 februarie 1929). De Gasperi a fost angajat la catalogul de tipărituri.
Acolo a petrecut ani buni de studiu și observare a evenimentelor politice italiene și internaționale, și a studiat în profunzime istoria Partidului Creștin de Centru din Germania și teoriile economice și sociale dezvoltate în cadrul diferitelor curente ale culturii catolice europene.
În această perioadă, De Gasperi a scris articole regulate, sub pseudonimul Spectator, într-o revistă a Vaticanului numită L'Illustrazione Vaticana și s-a implicat evident în lupta dintre catolicism și comunism chiar și în detrimentul înțelegerii evaluărilor sale despre nazismul german. În special, el a justificat anexarea Austriei la Reich criticând „procesul de descreștinare” desfășurat în opinia sa de Partidul Social Democrat Austriac și în 1937 a susținut pozițiile Bisericii în favoarea nazismului în opoziție cu comuniștii germani. Printre acestea, cea a secretarului de stat Eugenio Pacelli, viitorul papă Pius al XII-lea, care, la câteva luni după accederea la putere a lui Adolf Hitler (30 ianuarie 1933), semnase Reichskonkordatul⁠(d) cu Germania . Acest concordat controversat acorda recunoașterea Bisericii unui regim ca cel nazist, care a marcat sfârșitul întregii vieți democratice în Germania și începutul persecuțiilor rasiale antisemite. În acest context, trebuie plasate pozițiile lui De Gasperi care, în urma Anschlussului austriac, a scris: „Lichidarea averilor evreiești lărgește perspectivele de afaceri pentru alții, iar pozițiile avocaților și medicilor care au rămas vacante deschid posibilități de carieră”.
În septembrie 1942, când înfrângerea regimului încă nu era sigură, De Gasperi a început să se întâlnească clandestin cu alți exponenți catolici în casa lui Giorgio Enrico Falck⁠(d), un cunoscut om de afaceri catolic milanez. La întâlniri au participat și Mario Scelba, Attilio Piccioni⁠(d), Camillo Corsanego⁠(d) și Giovanni Gronchi, proveniți din Partidul Popular Italian dizolvat; Piero Malvestiti⁠(d) și mișcarea sa de acțiune Guelfă; Aldo Moro și Giulio Andreotti de la Acțiunea Catolică⁠(d); Amintore Fanfani, Giuseppe Dossetti⁠(d) și Paolo Emilio Taviani⁠(d) de la FUCI⁠(d) și Giuseppe Alessi⁠(d). La 19 martie 1943, grupul s-a întâlnit la Roma, în casa lui Giuseppe Spataro⁠(d), pentru a discuta și aproba documentul, întocmit de De Gasperi, „Ideile reconstructive ale creștin-democraților”, considerat actul oficial fondator al noului partid. Stema noului partid era același scut cruciat care fusese adoptat anterior de PPI-ul lui Sturzo.
Partidul nou format a dus o existență clandestină până la 25 iulie 1943. Guvernul Badoglio⁠(d), deși interzicea oficial reconstituirea partidelor, a permis de fapt existența lor, întâlnindu-se cu reprezentanții acestora în două ocazii înainte de armistițiul din 8 septembrie 1943⁠(d). La 10 septembrie, DC a participat și la constituirea Comitetului de Eliberare Națională⁠(d), în cadrul căruia partidul a încercat să preia conducerea forțelor politice mai moderate, opunându-se partidelor de stânga PCI și PSIUP⁠(d). Atitudinea DC, aliniată cu cea a Bisericii, era de a evita să ia poziții prea clare cu privire la soarta monarhiei după război și să reducă anvergura luptei armate, de exemplu, în favoarea declarării Romei ca oraș deschis.
Odată ce sudul Italiei a fost eliberat de forțele anglo-americane, De Gasperi s-a alăturat Comitetului de Eliberare Națională⁠(d) ca reprezentant al creștin-democraților⁠(d) (DC). În timpul guvernului condus de Ivanoe Bonomi a fost ministru fără portofoliu. Congresul interregional al partidului l-a numit secretar (Napoli, 29-31 iulie 1944).
În decembrie 1944 PSIUP⁠(d) și acționiștii⁠(d) săi au părăsit guvernul, în cadrul căruia a fost consolidat rolul lui De Gasperi, care a devenit ulterior ministru al afacerilor externe⁠(d) în cel de al treilea guvern Bonomi⁠(d). După 25 aprilie⁠(d) s-a format guvernul Parri⁠(d), din nou cu De Gasperi la Ministerul Afacerilor Externe. În decembrie 1945 a fost numit președinte al Consiliului de Miniștri, ultimul din Regatul Italiei.

## În Republica Italiană

### Sfârșitul monarhiei și negocierile de pace

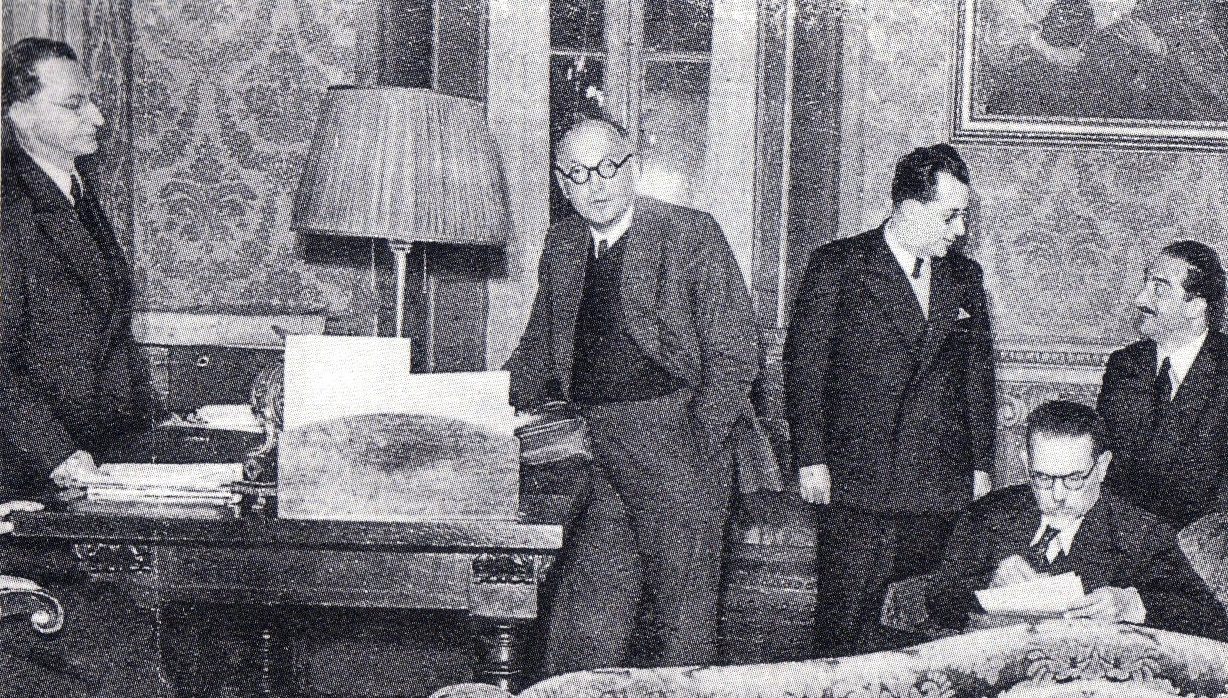
Întâlnirea cu prim-ministrul Alcide De Gasperi, Pietro Nenni, Palmiro Togliatti (PCI), și, 1945.

Guvernul De Gasperi I a reușit tranziția de la monarhie la republică, prin referendumul instituțional. Între 24 și 28 aprilie 1946, ca parte a procedurilor primului său Congres, Democrația Creștină⁠(d) s-a pronunțat prin vot secret în favoarea Republicii, cu 730.500 voturi pentru, 252.000 împotrivă, 75.000 abțineri și 4.000 voturi nule. Cu toate acestea, alegătorii creștin-democrați au fost lăsați liberi să voteze. În ziua de 2 iunie și în dimineața de 3 iunie 1946, a avut loc, așadar, referendumul pentru a alege între monarhie și republică. La 10 iunie 1946, Curtea Supremă de Casație⁠(d) a anunțat rezultatele: voturile valabile în favoarea soluției republicane au fost cu aproximativ două milioane mai multe decât cele pentru monarhie. În același timp, rezultatele pentru alegerea Adunării Constituante⁠(d) au adus victoria Democrației Creștine, care s-a dovedit a fi primul partid cu peste opt milioane de voturi (35,2%) și un avantaj de aproape 3,5 milioane față de Partidul Socialist⁠(d).
Cu toate acestea, la sfârșitul dimineții de 12 iunie, prim-ministrul a primit răspunsul scris al Quirinalului⁠(d) în care regele declara că va respecta: „răspunsul majorității poporului italian exprimat de către alegătorii cu vot, rezultat din hotărârea definitivă a Curții Supreme de Casație" ; întrucât instanța nu a indicat numărul total de alegători și cel al voturilor nule, potrivit suveranului, nu era încă sigur dacă opțiunea republicană, deși avea un avantaj clar, reprezenta majoritatea alegătorilor care au votat. În acele ore a avut loc schimbul dramatic de cuvinte cu Falcone Lucifero⁠(d), în care De Gasperi a declarat: „Ori mă vizitezi tu la Regina Coeli⁠(d), ori eu pe tine”.
Apoi, în noaptea dintre 12 și 13 iunie, De Gasperi s-a întâlnit cu Consiliul de Miniștri⁠(d) care a stabilit că, în urma proclamării rezultatelor date la 10 iunie, de către Curtea de Casație, funcțiunile de șef de stat provizoriu⁠(d), în baza art.2 din decretul legislativului provizoriu⁠(d) nr. 98 din 16 martie 1946, trebuie să fi fost deja asumate prin aplicarea legii⁠(d) de către prim-ministru, în ciuda amânării notificării finale. În opinia majorității miniștrilor, de fapt, ar fi fost absurd să nu existe nicio relevanță a anunțului din 10 iunie 1946, pe care altfel Curtea Supremă putea să nu-l fi dat deloc. Umberto al II-lea a emis o proclamație prin care a denunțat presupusa ilegalitate comisă de guvern: „În seara aceasta, sfidând legile și puterea independentă și suverană a sistemului judiciar, guvernul a făcut un gest revoluționar asumându-și, printr-un act unilateral și arbitrar, puteri care nu îi aparțin și m-a pus în fața alternativei între a provoca vărsare de sânge sau a cădea victimă violențelor”. În ziua de 13, la începutul după-amiezii, el a plecat cu avionul de la Ciampino în Portugalia, cu o hotărâre care nu fusese convenită.
Proclamația fostului rege a fost urmată de răspunsul ferm al prim-ministrului, care l-a definit „ [...] un document dureros, stabilit pe o bază falsă și artificială”. De Gasperi a subliniat că s-a făcut o încercare expresă de a păstra ascunsă față de prim-ministru plecarea regelui. El a reiterat că datele comunicate de Curtea de Casație la 10 iunie 1946 nu erau o simplă comunicare, ci o proclamație deplină. Deja în noaptea de 10-11 iunie, guvernul „a luat act de proclamarea rezultatelor referendumului care a recunoscut majoritatea în favoarea republicii, rezervându-și dreptul de a decide asupra măsurilor concrete care au derivat din aceasta”. El a reamintit că în următoarele două zile au avut loc negocieri între guvern și suveran cu privire la modul de delegare a puterilor regale prim-ministrului, fără ca suveranul însuși să aibă nimic de comentat. Aceste negocieri ar fi fost întrerupte brusc printr-un apel telefonic al ministrului Casei Regale Lucifer în seara de 12 iunie, obligând guvernul să-și reia punctul de vedere cu privire la efectele constituționale ale proclamației. Prin urmare, De Gasperi a respins afirmația conținută în proclamația emisă de acum fostul rege pe 13 iunie la 22:30, referitoare la un presupus „gest revoluționar” și la arbitrariul preluării puterii de către guvern. De asemenea, el a respins acuzația de „nesocotire a legilor și a puterii independente și suverane a sistemului judiciar” și de plasare a fostului rege „în alternativa între a provoca vărsare de sânge sau a cădea victimă violențelor”. Premierul a încheiat documentul observând că „o perioadă care nu era lipsită de demnitate se încheie cu o pagină nedemnă. Guvernul și bunul simț al italienilor vor repara acest gest perturbator, consolidându-și armonia pentru viitorul democratic al patriei”.

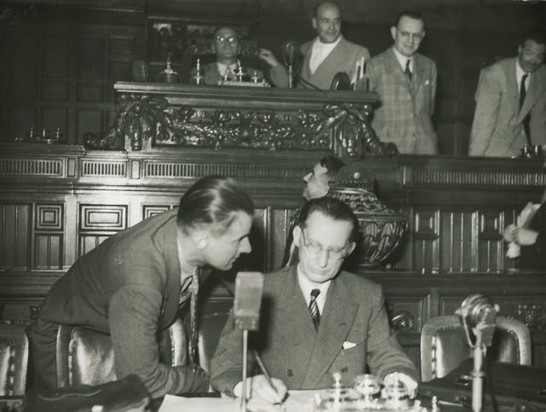
Prima sesiune a Adunării Constituante,

Puterile accesorii ale funcției de prim-ministru au luat sfârșit odată cu alegerea lui Enrico De Nicola ca șef de stat provizoriu⁠(d) la 28 iunie de către Adunarea Constituantă⁠(d).  Suprapunerea inițială a candidaturilor lui Vittorio Emanuele Orlando (propusă de DC⁠(d) și dreapta) și Benedetto Croce (propusă de stânga și laici) s-a prelungit sterilă și a întârziat o decizie finală, pentru a evolua în cele din urmă în susținerea comună al lui De Nicola, datorită în principal muncii neîncetate de convingere efectuată de De Gasperi.
După victoria Republicii, De Gasperi a lăsat secretariatul partidului în mâinile secretarului său adjunct Attilio Piccioni⁠(d). În calitate de prim șef de guvern al Italiei republicane, el a condus un guvern de uniune națională⁠(d) care a funcționat până în 1947 . A finanțat o revistă, Terza generazione, al cărei scop era să unească tinerii din toate partidele și să depășească diviziunile.
De Gasperi s-a prezentat cu demnitate politică la negocierile de pace cu națiunile câștigătoare, care aveau să ducă la semnarea Tratatului de la Paris între Italia și puterile aliate⁠(d), reușind să limiteze inevitabilele sancțiuni în special în domeniul dezarmării militare (care în timp aveau să fie depășite în sensul scăderii) și evitând pierderea unor teritorii de frontieră precum Adigele Superior (despre care omul de stat din Trentino semnase deja celebrul Acord De Gasperi-Gruber) și Valea Aostei. De asemenea, a încercat să rezolve problema suveranității Istriei și Triestului în beneficiul Italiei, unde, totuși, a avut mai puțin succes, trebuind să accepte pierderea celei dintâi în favoarea proaspăt formatei Republici Socialiste Federale Iugoslavia condusă de Tito și înființarea Teritoriului liber Trieste⁠(d), supus autorității anglo-americane în cazul celui de al doilea. La 10 august 1946 a vorbit la Conferința de pace de la Paris, unde a reușit să combată, printr-un discurs elegant și impecabil, condițiile dure impuse Italiei de Conferință.
Iau cuvântul în acest consens mondial în care totul, în afara curtoaziei dumneavoastră, îmi e potrivnic [...]— Alcide De Gasperi, Paris 1946

### Vizita în Statele Unite
Situația economică a țării a rămas critică. Ministrul Trezoreriei, liberalul Epicarmo Corbino⁠(d), a încercat să introducă măsuri de austeritate în urma unei politici bazate pe reducerea cheltuielilor și administrarea corectă și pentru aceasta a trebuit să demisioneze la 2 septembrie 1946 în urma atacurilor presei comuniste care nu i-au digerat opoziția față de un compromis la cursul de schimb propus de comunistul Mauro Scoccimarro⁠(d), ministrul finanțelor⁠(d). Corbino a fost înlocuit de Giovanni Battista Bertone⁠(d) care a conceput formula „Împrumutului Reconstrucției”, dând o perioadă de respirație, cel puțin temporar, finanțelor statului.
Temându-se foarte mult de spectrul Uniunii Sovietice, De Gasperi a vrut să limiteze interferența comuniștilor, dar, spre deosebire de ceilalți, a sperat în același timp că toate acestea se vor face prin mijloace parlamentare și nu cu utilizarea forței cum se făcuse mai înainte împotriva fascismului.
În ianuarie 1947, a avut loc celebra misiune a lui De Gasperi în Statele Unite, în timpul căreia omul de stat a repurtat un important succes politic, obținând un împrumut Eximbank de 100 de milioane de dolari de la autoritățile SUA. Cu această ocazie, el a fost al treilea italian care a fost onorat cu o Ticker-tape parade⁠(d) în New York și va fi singurul care va repeta experiența, în 1951.
Deschiderea unui dialog constructiv între cele două țări i-a dat lui De Gasperi motivația și sprijinul necesare implementării planului ambițios pentru un nou guvern monocolor, fără stânga, cu singura contribuție, în calitate „tehnică”, a ministrului de externe Carlo Sforza⁠(d) și a guvernatorului Băncii Italiei⁠(d) Luigi Einaudi, la finanțe⁠(d) și trezorerie⁠(d). Formarea celui de al patrulea cabinet De Gasperi⁠(d) avea să contribuie la restabilirea credibilității acțiunii guvernamentale, permițând adoptarea strategiei anti-inflație cunoscută sub numele de „linia Einaudi”, printr-o serie de intervenții precum abolirea prețurilor politice, reducerea taxelor vamale, creșterea impozitelor pe capital, venituri și consum, limitarea creditului bancar și controlul circulației monetare, provocând o criză a creditări care a reușit să oprească spirala inflaționistă, să îmbunătățească balanța de plăți și să dea stabilitate monedei.

### Alegerile din 18 aprilie 1948

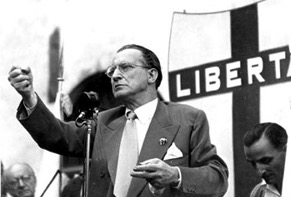
De Gasperi la un miting DC

Alegerile din 18 aprilie 1948 au fost dintre cele mai aprinse din istoria republicană, având în vedere ciocnirea dintre DC și Frontul Popular⁠(d), alcătuit din socialiști⁠(d) și comuniști. De Gasperi a reușit să conducă DC către un succes istoric, obținând 48% din voturi (cel mai mare rezultat pe care l-a obținut vreodată vreun partid în Italia). Italienii au arătat că era posibil să țină comunismul la distanță folosind mijloace neviolente, precum alegerile.
Rezultatul alegerilor din 1948 a fost influențat și de evenimentele internaționale, și în special de lovitura de stat din Cehoslovacia, dată de către un partid comunist minoritar, care a înspăimântat opinia publică italiană. La fel și amenințarea SUA mai mult sau mai puțin ascunsă de a exclude Italia de la ajutorul dat prin Planul Marshall dacă la alegeri ar fi câștigat frontul de stânga. Aliații i-au oferit lui De Gasperi și promisiunea returnării Triestului, în timp ce în același timp au sosit din SUA scrisori din partea italienilor americani, prin care ei îi îndemnau pe conaționali să nu voteze pentru comuniști, lăudând bogăția și bunăstarea care domnesc în Statele Unite. La aceasta trebuie adăugat angajamentul direct al Bisericii Catolice în favoarea DC.
După vot, s-a aprins lupta parlamentară pentru alegerea președintelui Republicii.⁠(d) Confirmarea șefului statului provizoriu⁠(d) Enrico De Nicola, care pe hârtie părea evidentă, nu a fost deosebit de binevenită prim-ministrului. De Nicola, de fapt, nu arătase un entuziasm special pentru schimbarea formulei politicii guvernamentale de la tripartitul DC-PSI-PCI la centrism (DC-PSLI-PRI-PLI) și se opusese rezistenței formale la ratificarea tratatului de pace cu puterile aliate⁠(d). Din aceste motive, De Gasperi a decis să îl numească pe ministrul de externe Carlo Sforza⁠(d), care ar fi reprezentat mai mult o Italie inserată în tabăra occidentală, și în perspectiva unei posibile Uniuni Europene. În primul tur, însă, acesta din urmă nu a obținut voturile PSLI⁠(d) și, mai ales, pe ale stângii creștin-democrate, aflată la acea vreme pe poziții „neutraliste”. În turul al doilea, lui Sforza îi lipseau încă voturile a cel puțin 46 de „lunetiști”, pentru a fi ales, în condițiile în care era necesară o majoritate de jumătate plus unul dintre parlamentari (adică la al patrulea scrutin). Luând act de dificultățile întâmpinate de Sforza, prim-ministrul a decis să îl numească pe Luigi Einaudi, și el un pro-european ante litteram, care a obținut disponibilitatea liberalilor⁠(d) și social-democraților⁠(d). Einaudi a fost ales președinte al Republicii la 11 mai 1948, la al patrulea tur de scrutin, cu 518 voturi.
De Gasperi a fost confirmat prim-ministru. Cu marea majoritate obținută la alegeri, DC a reușit să guverneze pe cont propriu, dar omul de stat creștin-democrat a preferat să continue colaborarea cu partidele seculare liberale, social-democrate și republicane. Potrivit lui Montanelli, „De Gasperi se angajase în lucrarea sa tocmai pentru a-și salva partidul de pericolul de a deveni vasal al Bisericii și pentru a salva Biserica de tentația de a folosi partidul pentru a guverna Italia ca pe o parohie”.
Tensiunile nu s-au diminuat, ci au ajuns chiar la limita unui adevărat război civil când, în iulie, liderul comunist Togliatti a fost victima unui atentat. A fost proclamată o grevă generală și în toate piețele italiene manifestanții s-au confruntat cu poliția. Bunul simț al liderilor comuniști și invitația la calm emisă de însuși Togliatti au evitat ceea ce este mai rău, dar din acest moment PCI a acceptat pe deplin logica războiului rece, concentrându-și politica asupra opoziției foarte dure pe probleme precum participarea la Pactul Atlantic (care s-a născut în 1949) și amplasarea de baze NATO în Italia.
În iarna anului 1948, De Gasperi s-a angajat în dezbaterea aderării Italiei la pactul militar defensiv cu funcție anticomunistă, care avea să se materializeze ulterior în NATO. Rezervele cu privire la implicarea Italiei — în afara celor de la social-comuniști — păreau să vină de la Sfântul Scaun, reprezentat cel puțin de figura pro-secretarului de stat, cardinalul Domenico Tardini⁠(d), care favoriza menținerea neutralității de către statul italian. La aceasta era sensibilă componenta de stânga din DC, condusă de Giuseppe Dossetti⁠(d), având ca rezultat o convergență paradoxală între dosetieni și neutralismul⁠(d) filosovietic al partidelor social-comuniste⁠(d). Aceasta l-a determinat pe De Gasperi să intervină la Sfântul Scaun. Această intervenție a fost efectuată de ministrul de externe Sforza, într-o conversație secretă cu pontiful, care a avut loc la Castelgandolfo în perioada premergătoare sărbătorilor de Crăciun. După această întâlnire, Pius al XII-lea a considerat potrivit să țină, în ajunul Crăciunului din 1948, un discurs prin care era în mod hotărât favorabil liniei atlantiste, discurs care a determinat și stânga creștin-democrată să se adapteze. Aderența aripii de stânga din DC a fost totuși la fel de redusă. La 22 februarie 1949, când negocierile erau în desfășurare, Dossetti i-a scris chiar lui De Gasperi subliniind necesitatea unei dezbateri publice, pe care premierul a decis să o țină în Parlament, solicitând autorizația prealabilă pentru semnarea tratatului. La 11 martie, înainte de votul parlamentar, a avut loc o sesiune a conducerii DC, în care Dossetti a fost singurul care a votat împotriva aderării Italiei. A doua zi, într-o ședință a grupului parlamentar creștin-democrat, Dossetti, Dino Del Bo⁠(d) și Luigi Gui⁠(d) și-au exprimat din nou dezacordul, dar, la momentul votului în cameră, Dossetti a votat în favoarea Pactului Atlantic. În rândul creștin-democraților, au existat doar cinci abțineri. La 4 aprilie 1949, ministrul Sforza a reușit să semneze aderarea Italiei la NATO. O altă bătălie parlamentară a fost necesară apoi pentru ratificarea Tratatului. Proiectul de lege aferent a fost aprobat de Camera Deputaților la 21 iunie 1949 și de Senat⁠(d) la 29 iulie. A devenit lege la 1 august 1949.

### Primele guverne ale republicii

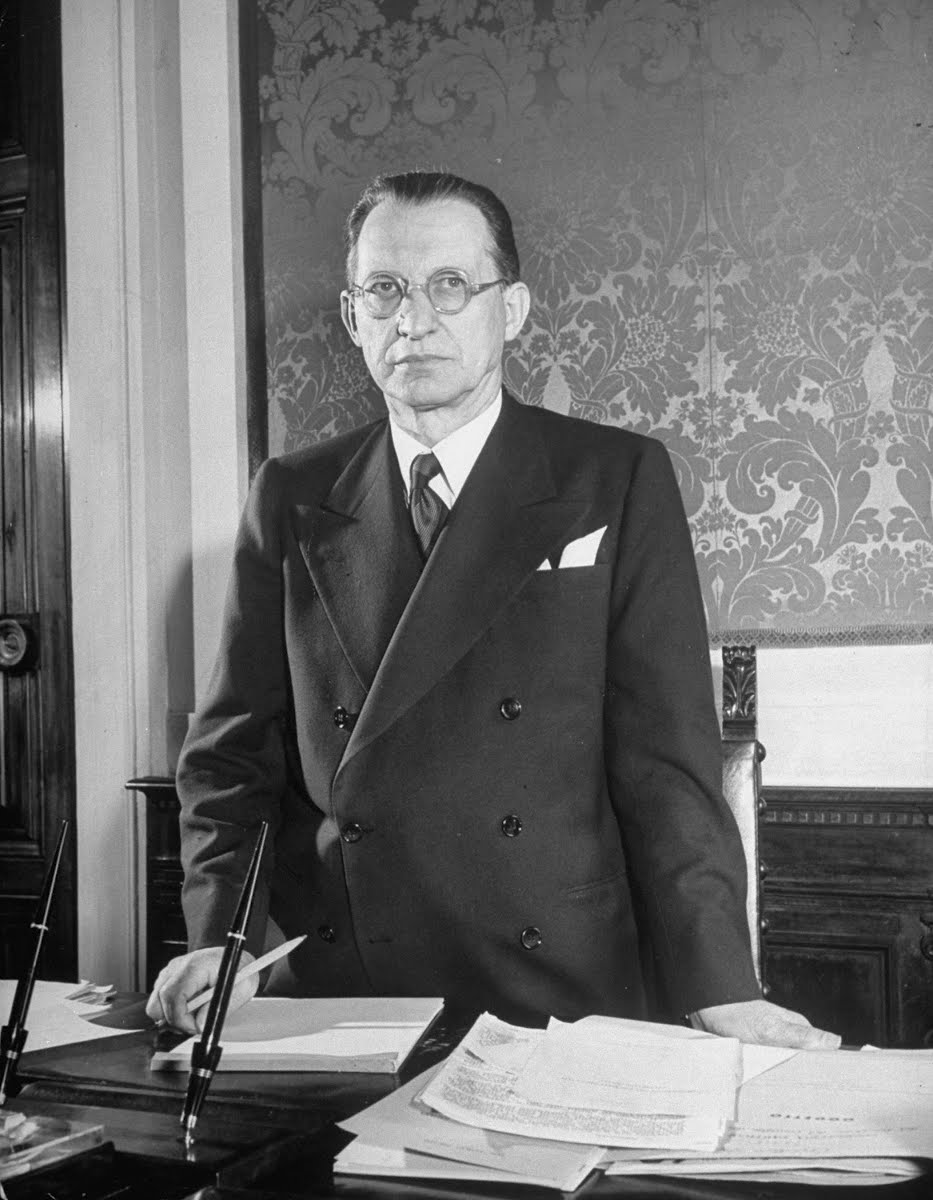
Alcide De Gasperi

Odată cu intrarea, între 1949 și 1953, a grupării de stânga Unitatea Socialstă⁠(d) în guvernele De Gasperi V⁠(d), De Gasperi VI⁠(d) și De Gasperi VII⁠(d), a început îndelungata etapă reformistă creștin-democrată de care Italia, abia ieșită din război, avea nevoie:
- pentru a începe reconstrucția țării devastate de conflict și cu scopul de a contribui la soluționarea problemei locuințelor la prețuri reduse, a fost lansat așa-numitul Plan Fanfani (prin legea nr. 43 din 28 februarie 1949), după numele ministrului muncii și securității sociale⁠(d) de atunci, Amintore Fanfani, referitor la construcția a 300.000 de locuințe sociale,⁠(d) dintre care multe au fost finalizate într-un timp foarte scurt în principalele orașe italiene, prezentând numeroase noi tipuri de locuințe publice, deseori proiectate de planificatori urbani⁠(d) și arhitecți renumiți (de exemplu, cartierul Tuscolano⁠(d) din Roma, la care au lucrat, printre alții, Mario De Renzi⁠(d), Adalberto Libera⁠(d), Saverio Muratori⁠(d));[10]
- pentru a elimina treptat decalajul istoric și economic dintre nordul și sudul Italiei, s-a născut Cassa per il Mezzogiorno⁠(d) (prin legea nr.64 din 10 august 1950) pentru finanțarea inițiativelor industriale care vizează dezvoltarea economică a sudului Italiei (ale cărei rezultate, de-a lungul timpului, au fost realizarea, printre altele, a 16.000 km de legături rutiere, 23.000 km de apeducte, 40.000 km de rețele de electricitate, 1.600 de școli și 160 de spitale);
- grație fondurilor Planului Marshall, a fost lansată o reformă agrară numită Legge Stralcio (Legea nr. 841 din 21 octombrie 1950), considerată de unii cercetători drept cea mai importantă reformă din întreaga perioadă postbelică,[4] care a sancționat exproprierea forțată a terenurilor deținute de marii proprietari de terenuri și distribuirea acestora către muncitori agricoli, astfel încât să-i facă pe aceștia de facto mici întreprinzători⁠(d) care să nu mai fie supuși marelui proprietar, și să dea naștere unor forme de colaborare precum cooperativele agricole care, prin planificarea producției și centralizarea vânzării de produse, a dat agriculturii acel caracter antreprenorial care eșuase odată cu fărâmițarea terenurilor;
- Planul de reîmpădurire și pentru șantiere, menit să rezolve problemele forței de muncă;[50]
- un amplu program de formare profesională care, între 1949 și 1952, a implicat aproximativ 270.000 de lucrători;[50]
- cu Legea Vanoni⁠(d) (legea nr. 25 din 11 ianuarie 1951), numită după promotorul ei Ezio Vanoni⁠(d), ministrul finanțelor⁠(d), sistemul fiscal italian a fost profund reformat prin introducerea obligativității unei declarații fiscale,⁠(d) simplificând aplicarea impozitului fiscal progresiv;
- începând cu 1945, au apărut primele potențiale zăcăminde te gaz metan în câteva puțuri săpate de AGIP în Câmpia Padului și, pentru a asigura exploatarea deplină a acestora, datorită acțiunii lui Enrico Mattei⁠(d), s-a înființat ENI (prin legea 136 din 10 februarie 1953) căruia i s-a acordat monopolul în explorarea și producția de hidrocarburi în zona Padului împreună cu controlul altor companii care activează în sectorul hidrocarburilor precum Agip, Anic⁠(d) și Snam⁠(d) și alte companii minore, configurându-se astfel ca un grup integrat petrol-energie care ar putea garanta exploatarea resurselor energetice italiene cu sarcina fundamentală de a „promova și întreprinde inițiative de interes național în sectoarele hidrocarburilor și gazelor naturale”, considerând atunci că „randamentul metanului” garantat de monopolul gazelor va permite ENI să-și finanțeze investițiile, dintre care unele foarte mari, cum ar fi construirea, în anii 1950, a centrului petrochimic⁠(d) din Ravenna, care a afectat monopolul Montecatini⁠(d) în domeniul îngrășămintelor.

Toate acestea au constituit baza din care avea mai târziu să apară avântul economic al miracolului italian postbelic⁠(d) în anii 1950 și 1960.
Cu toate acestea, situația precară din țară se îmbunătățea foarte încet, provocând nemulțumirea în mișcarea muncitorească și sindicală; protesteke și a frământările au fost alimentate și de o inundație a Padului⁠(d) care a provocat multe victime în zona agricolă a provinciilor Rovigo și Veneția (1951).
În politica externă, s-au încheiat acorduri importante cu puterile occidentale pentru finanțarea reconstrucției și reorganizării economiei italiene. Rămas întotdeauna un susținător ferm al unei politici pro-americane, dar totuși foarte critic față de NATO, la care ar fi preferat ca Italia să nu participe în favoarea unui pact comun european de apărare. Convingerile sale profunde cu privire la necesitatea integrării europene și numeroasele eforturi (flancate și asistate de ministrul Carlo Sforza⁠(d)) în construirea a ceea ce va deveni treptat Uniunea Europeană s-au concretizat la nivel economic în întemeierea CECO prin tratatul de la Paris.

#### Incidentul diplomatic cu Vaticanul

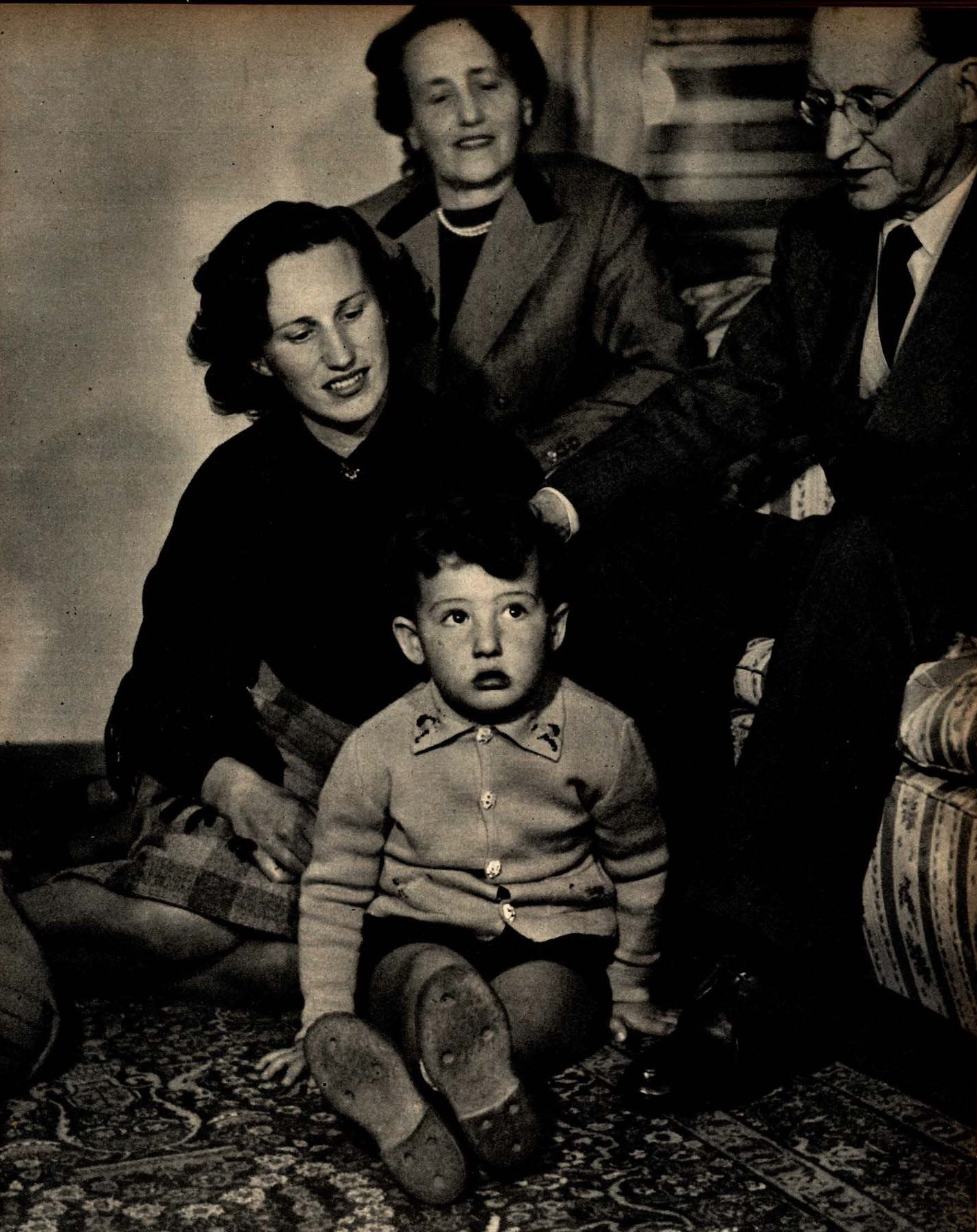
Familia lui Alcide De Gasperi în 1951

În 1952, de teama unei afirmări a pozițiilor marxiste în Italia, Vaticanul a aprobat la alegerile administrative ale municipiului Roma candidatura la funcția de primar a lui Don Luigi Sturzo din partea partidului roman⁠(it)[traduceți] într-o alianță electorală largă care implica, alături de patru partide guvernamentale, inclusiv Mișcarea Socială Italiană⁠(d) și Partidul Monarhic Național⁠(d). Sfântul Scaun nu ar fi acceptat ca „Orașul etern”, ca centru al creștinismului catolic, să poată fi administrat de un primar comunist. De Gasperi s-a opus în mod clar acestei ipoteze din motive morale și din trecutul său antifascist și, de asemenea, pentru a-și susține viziunea laică asupra statului. El a declarat ferm:
Coaliția cu dreapta nu a fost acceptată și a reușit să reziste pozițiilor sale până când Papa Pius al XII-lea — care îl trimisese să îl convingă chiar pe faimosul predicator Riccardo Lombardi⁠(d) — a renunțat în fața nepracticalității propunerii. Alegerile au dovedit însă că De Gasperi a avut dreptate și a dus la formarea unei junte centriste (DC-PLI-PRI-PSDI), condusă de creștin-democratul Salvatore Rebecchini⁠(d), învingându-i pe socialiști și comuniști fără a recurge la pactul cu extrema dreaptă.
Incidentul diplomatic cu Vaticanul, a tulburat însă profund sufletul lui De Gasperi; el le scria colaboratorilor săi:
După mine, biet catolic din Valsugana, e păcat să-i spui «nu» Papei.[?]
La scurt timp după aceea, în același an, Pius al XII-lea nu l-a primit pe De Gasperi la Vatican cu ocazia împlinirii a 30 de ani de la nunta sa cu Francesca Romani. De Gasperi a fost foarte amărât și i-a răspuns oficial ambasadorului Mameli care a comunicat refuzul:
Ca creștin, accept umilința, chiar dacă nu știu cum să o justific. Ca prim-ministru și ministru de externe al Italiei, autoritatea și demnitatea pe care le reprezint și de care nu mă pot dezbrăca nici în relațiile personale, îmi impune să-mi exprim stupoarea față de un gest atât de excepțional și să-mi rezerv dreptul de a solicita o clarificare de la secretarul de stat.

## Ieșirea din scenă

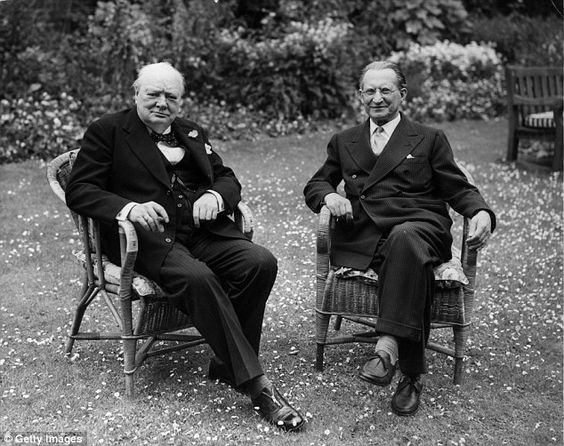
De Gasperi cu Winston Churchill la Londra în 1953

La alegerile politice din 1953⁠(d), organizate cu noua lege electorală, numită legea fraudei de către oponenții săi, partidele centriste „aliate” (DC-PLI-PSDI-PRI) nu au reușit să obțină prima majoritară. Cu toate acestea, au obținut o majoritate restrânsă în Parlament, pe care De Gasperi s-a bazat pe votul de încredere. Cu toate acestea, el a reușit să formeze doar un guvern monocolor DC⁠(d). Când s-a prezentat Camerei Deputaților, guvernul De Gasperi VIII⁠(d) a fost respins și, în august 1953, prim-ministrul a fost obligat să demisioneze. A fost pentru prima dată când un guvern republican nu a obținut încrederea prezentându-se în fața camerelor și a fost și ultimul condus de De Gasperi.

### Afacerea De Gasperi - Guareschi
În ianuarie 1954, Giovannino Guareschi, directorul Candido⁠(d), a publicat două scrisori datate 1944: una scrisă pe hârtie cu antet al Secretariatului de Stat al Vaticanului și una scrisă de mână, afirmând că aveau semnătura lui De Gasperi în partea de jos. Textul raporta o presupusă cerere directă către comandamentul aliat din Salerno de a efectua bombardamentele la periferia Romei, pentru a provoca o reacție a populației și de a grăbi retragerea germanilor. Guareschi (care a dat vina pe De Gasperi pentru o atitudine prea nehotărâtă împotriva comunismului) a adăugat propriul său comentariu politic, pe un ton foarte dur, ceea ce l-a determinat pe De Gasperi să-l denunțe pentru defăimare în februarie același an.
După trei zile de audieri, Tribunalul din Milano nu a considerat necesară obținerea avizului expertului, solicitat de Candide de la un expert acreditat care a declarat scrisorile autentice, și l-a condamnat pe Guareschi la un an de închisoare pentru defăimare prin intermediul presei fără necesitatea oricărei expertize în scrierea de mână. Judecătorul a decis că, luând în considerare și că presupusul autor nu recunoscuse nici literele, și nici scrisul de mână ca fiind ale lui, o posibilă apreciere a unui ton diferit nu ar fi putut face ceea ce era obiectiv imposibil și puțin probabil să devină credibil și sigur.
În 1956, într-un proces intentat în lipsă la aceeași Curte împotriva furnizorului scrisorilor, experții apărării au susținut că au constatat că scrisorile publicate în Candido prezentau diferențe evidente față de cele scrise efectiv de omul de stat. Chiar și în acest caz, însă, judecătorii au decis să nu țină seama de niciun aviz de expert și, în 1958, au declarat infracțiunea de falsificare stinsă prin amnistie și l-au achitat pe acuzat de infracțiunea de înșelăciune.
Jurnalistul și scriitorul, care fusese deja condamnat la opt luni de încarcerare cu patru ani mai devreme, sentință suspendată condiționat, pentru calomnie în presă împotriva președintelui Einaudi, a fost închis. El a refuzat să facă apel sau să solicite grațiere. La sfârșitul lunii mai 1954 s-a prezentat voluntar la închisoarea din Parma, unde a stat închis 410 zile, fiind eliberat anticipat sub probațiune pentru bună conduită.
Povestea a avut o continuare și între lunile iulie și august: a apărut vestea unei cereri de grațiere pe care procurorul de la Roma a înaintat-o, efectuată — după cum s-a relatat inițial — de către soția lui Guareschi, Ennia. De Gasperi, consultat de procuror cu mai puțin de o lună înainte de moartea sa, îi acordase condamnatului iertarea necesară, fără a afecta adevărul faptelor constatate în proces. Jurnalistul a reacționat violent. Ca urmare, grațierea nu a fost aplicată, deoarece a rezultat că a fost prezentată de un grup de invalizi de război decorați, care nu aveau titlu. Câțiva ani mai târziu, în mai 1957, Guareschi scria însă că, comparativ cu politicienii vremii, De Gasperi era un uriaș.
În 2014, studiind documentele rămase cu expertul Nicole Ciacco, istoricul Mimmo Franzinelli⁠(d) a concluzionat că scrisorile erau cu siguranță falsuri (deși probabil și Guareschi a fost înșelat, și la fel și furnizorul). Aceasta s-a confirmat prin prezența unor erori grave: protocolul indicat în scrisoarea din 12 ianuarie 1944 (297/4/55) nu corespundea criteriilor de protocol ale Secretariatului de Stat al Vaticanului; Colonelul britanic Bonham Carter și generalul britanic Harold Alexander excludeau categoric că acele presupuse scrisori le-ar fi parvenit vreodată britanicilor; în cele din urmă, De Gasperi nu mai lucrase la Secretariatul Vaticanului din iulie 1943 și, prin urmare, era imposibil ca el să înregistreze scrisori în 1944.

### Moartea și procesul de beatificare

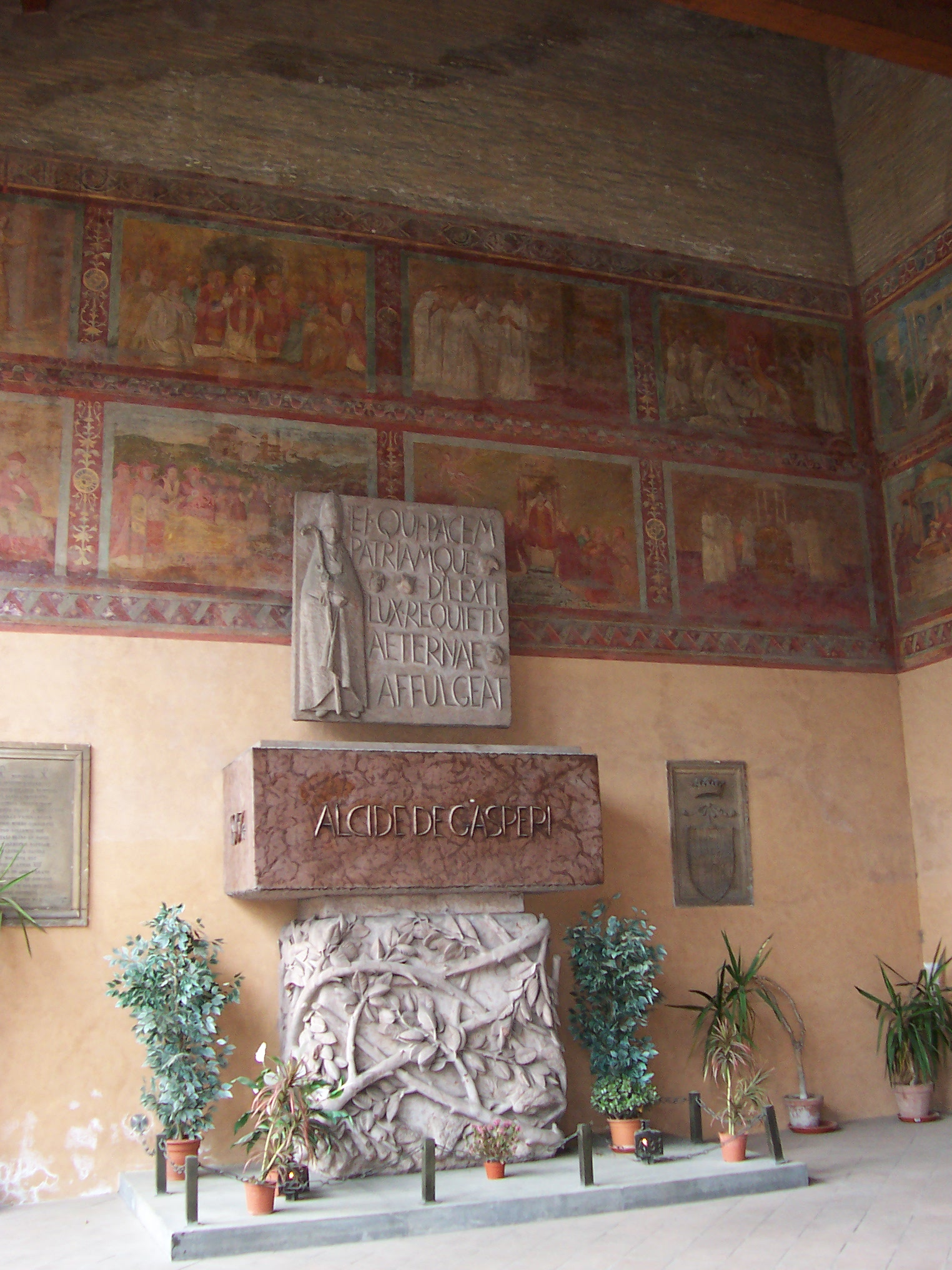
Mormântul lui De Gasperi din Biserica San Lorenzo fuori le mura din Roma

La 21 aprilie 1954 la Conferința Parlamentară Europeană de la Paris De Gasperi a ținut discursul istoric „Patria noastră, Europa⁠(it)[traduceți]”. A murit doar patru luni mai târziu.

Alcide De Gasperi a murit la 19 august 1954, în urma unui atac de cord, în casa lui din Val di Sella⁠(d) (situată pe teritoriul comunei Borgo Valsugana), unde îi plăcea să petreacă lungi perioade împreună cu familia. Ultimele lui cuvinte au fost: „Isuse! Isuse!”. Cu cinci zile înainte de a muri, îi spunea fiicei lui, Maria Romana: 
„Acum am făcut tot ce mi-a stat în putere, conștiința mea este împăcată. Vezi, Domnul îți dă putere de muncă, te lasă să-ți faci planuri, îți dă energie și viață. Apoi, când crezi că ești necesar și indispensabil, îți ia totul fără avertisment. Te face să înțelegi că ești doar util, îți spune: «gata acum, poți să pleci». Și tu nu vrei, vrei să te prezinți dincolo cu lucrurile terminate și complete. Mica noastră minte omenească nu se mulțumește să lase altora obiectul propriei noastre pasiuni neterminate.”
Moartea lui Alcide De Gasperi a stârnit emoție în toată Italia. Calea trenului cu care a fost transportat trupul său la Roma pentru funeralii naționale⁠(d) fost oprit de mai multe ori de oameni care s-au grăbit să-i aducă un omagiu. În toate stațiile în care convoiul s-a oprit sau a încetinit, au existat delegații mari, grupuri sau cetățeni privați care, cu steaguri sau stindarde în doliu, au urmărit trecerea într-o tăcere religioasă. La înmormântare au venit reprezentanți ai tuturor partidelor, cu excepția MSI⁠(d), din cauza antifascismului ferm al omului de stat. Este înmormântat la Roma, în porticul Bazilicii Sfântul Laurențiu din afara zidurilor. Mormântul este opera sculptorului Giacomo Manzù⁠(d).
La scurt timp după moartea sa au început să apară cereri pentru un proces de beatificare. Faza eparhială a procesului de beatificare este în curs la Trento⁠(d), unde a fost deschisă în 1993, pentru care Biserica Catolică i-a atribuit lui Alcide De Gasperi titlul de Slujitor al lui Dumnezeu.

## De Gasperi în cultura de masă
- Figura lui De Gasperi este protagonista filmului neorealist regizat de Roberto Rossellini Anno uno⁠(d) (1974), rol jucat de Luigi Vannucchi⁠(d), în care există o reconstrucție a perioadei istorice care pleacă de la funcționarea Comitetului pentru Eliberare Națională⁠(d) de la Roma.
- În filmul Il delitto Matteotti⁠(d) (1973), de Florestano Vancini, este interpretat de Ezio Marano⁠(d).
- Omul de stat este și protagonistul filmului de ficțiune Rai De Gasperi, l'uomo della speranza⁠(d) (2004), realizat de regizoarea Liliana Cavani⁠(d) și difuzat în două părți pe Rai 1.
- În filmul Il divo⁠(d), de Paolo Sorrentino⁠(d), importanța lui De Gasperi pentru Giulio Andreotti este evidențiată de mai multe ori în timpul narațiunii.

## Scrierile și discursurile politice ale lui De Gasperi
- Studi e appelli della lunga vigilia. Bologna: Cappelli. 1953.
- Nella lotta per la democrazia [În lupta pentru democrație]. Roma: Edizioni 5 Lune. 1954.
- I cattolici dall'opposizione al governo [Catolicii din opoziție la guvernare]. Bari: Laterza. 1955.
- Discorsi politici [Discursuri politice]. îngrijită de Tommaso Bozza. Roma: Edizioni Cinque Lune. 1956.
- I cattolici trentini sotto l'Austria. Antologia degli scritti dal 1902 al 1915 con i discorsi al Parlamento austriaco [Catolicii trentini sub Austria. Antologie de scrieri dintre 1902 și 1915 cu discursuri în Parlamentul austriac]. 2 voll. Roma: Storia e Letteratura. 1964. ISBN 978-88-849-8402-9.
- Scritti politici [Scrieri politice]. introducere de Pier Giorgio Zunino. Milano: Feltrinelli. 1979.
- Discorsi parlamentari 1921-1954, 2 voll [Discursuri parlamentare 1921-1954, 2 vol.]. Camera dei Deputati. 1985 [1973].
- Scritti e discorsi in 4 volumi [Scrieri și discursuri în patru volume]. îngrijită de Carlo Danè, Giovanni Allara, Angelo Gatti, Giuseppe Rossoni. Roma: Edizioni Cinque Lune. 1990.
- Le battaglie del Partito Popolare. Raccolta di scritti e discorsi politici dal 1919 al 1926 [Luptele din Partidul Popular. Colecție de scrieri și discursuri politice dintre 1919 și 1926]. îngrijită de Paolo Piccoli și Armando Vadagnini, prefață de Francesco Malgeri. Roma: Edizioni di Storia e Letteratura. 1992. ISBN 978-88-849-8403-6.
- L'Italia atlantica. a cura di Nico Perrone. Roma: Manifestolibri. 1996. p. 64. ISBN 978-88-728-5102-9.
- Scritti e discorsi politici. Alcide De Gasperi nel Trentino Asburgico. Vol. I: tomo I, tomo II [Scrieri și discursuri politice. Alcide De Gasperi în Trentinul Habsburgic. Vol. I: tom I, tom II]. îngrijit de E. Tonezzer, M. Bigaran, M. Guiotto. Bologna: Il Mulino. 2006. ISBN 978-88-1511-353-5.
- Scritti e discorsi politici. Alcide De Gasperi dal Partito Popolare Italiano all'esilio interno 1919-1942, Vol. II, tomo I, tomo II, tomo III [Scrieri și discursuri politice. Alcide De Gasperi de la Partidul Popular Italian la exilul intern 1919-1942, Vol. II, tom I, tom II, tom III]. îngrijită de M. Bigaran și M. Cau. Bologna: Il Mulino. 2007. ISBN 978-88-1512-085-4.
- Scritti e discorsi politici. Alcide De Gasperi e la fondazione della Democrazia Cristiana 1943-1948, Vol. III, tomo I, tomo II [Scrieri și discursuri politice. Alcide De Gasperi și fondarea Democrației Creștine 1943-1948, Vol. III, tom I, tom II]. îngrijită de V. Capperucci e S. Lorenzini. Bologna: Il Mulino. 2008. ISBN 978-88-1512-640-5.
- Scritti e discorsi politici. Alcide De Gasperi e la stabilizzazione della Repubblica, 1948-1954, Vol. IV, tomo I, tomo II, tomo III, tomo IV. îngrijită de S. Lorenzini e B. Taverni. Bologna: Il Mulino. 2009. ISBN 978-88-1513-095-2.
- L'Europa. Scritti e discorsi [Europa. Scrieri și discursuri]. îngrijită de Maria Romana De Gasperi. Brescia: Morcelliana. 2019. ISBN 978-88-372-3254-2.
- Alcide digitale, editat de Maurizio Cau, Sara Tonelli, Giovanni Moretti, Matteo Largaiolli, Rachele Sprugnoli, Matteo Moretti, FBK 2019, https://alcidedigitale.fbk.eu/ (reprezintă ediția digitală a Scrierilor și discursurilor politice, il Mulino 2006-2009)

### Scrisorile lui De Gasperi
În 2016, s-a publicat Ediția Națională a scrisorilor omului de stat cu corespondenți italieni și străini după criterii cronologice, tematice și geografice. Corespondența, garantată de un comitet științific, va fi digitalizată și publicată online.
- Lettere dalla prigione (1927-1928). a cura di Maria Romana Catti De Gasperi⁠(d). Milano: Mondadori. 1955. - Roma, Edizioni Cinque Lune, 1974; Milano, Marietti, 2003, ISBN 978-88-2115-801-8.
- Lettere al Presidente. Carteggio De Gasperi Malvestiti (1948-1953). a cura di Carlo Bellò, con una testimonianza di Piero Malvestiti⁠(d). Milano: Bonetti Editore. 1964.
- Suor Lucia De Gasperi (1968). Appunti spirituali e lettere al padre. a cura di M. R. Catti De Gasperi. Brescia: Morcelliana. [epistolario tra la figlia e lo statista]
- Lettere sul Concordato. con saggi di M. R. De Gasperi e Giacomo Martina. Brescia: Morcelliana. 1970. - Milano, Marietti, 2004, ISBN 978-88-2115-802-5.
- Cara Francesca. Lettere. a cura di M. R. De Gasperi. Brescia: Morcelliana. 1999. ISBN 978-88-3721-756-3.
- Luigi Sturzo-Alcide De Gasperi (2007). Carteggio (1920-1953). a cura di F. Malgeri. Soveria Mannelli: Rubbettino. ISBN 978-88-4981-794-2.
- De Gasperi scrive. Corrispondenza con capi di Stato, cardinali, uomini politici, giornalisti, diplomatici. a cura di M. R. e Maria Paola De Gasperi. Cinisello Balsamo (Mi): San Paolo Edizioni. 2018 [2 voll., Brescia, Morcelliana, 1974]. ISBN 978-88-9221-391-3.

### Jurnale
- Diario 1930-1943. a cura di Marialuisa Lucia Sergio, prefazione di Maria Romana De Gasperi. Bologna: Il Mulino. 2018. ISBN 978-88-152-7508-0.